# باتريك دبليو. تومبكينز
باتريك دبليو. تومبكينز (بالإنجليزية: Patrick W. Tompkins)‏ هو قاضي ومحامي وسياسي أمريكي، ولد في 1804 في كنتاكي في الولايات المتحدة، وتوفي في 8 مايو 1853 في سان فرانسيسكو في الولايات المتحدة. انتخب عضو مجلس النواب الأمريكي.